# Canavalia dura
Canavalia dura är en ärtväxtart som beskrevs av J.D.Sauer. Canavalia dura ingår i släktet Canavalia och familjen ärtväxter. Inga underarter finns listade i Catalogue of Life.